# لوتزو دی کادوره
لوتزو دی کادوره (به ایتالیایی: Lozzo di Cadore) یک کومونه در ایتالیا است که در استان بلونو واقع شده‌است.

## خصوصیات
لوتزو دی کادوره ۳۰٫۴ کیلومترمربع مساحت و ۱٬۶۵۳ نفر جمعیت دارد و ۷۵۳ متر بالاتر از سطح دریا واقع شده‌است.